# ام‌اچ-۱ای
ام‌اچ-۱ای (به انگلیسی: MH-1A) یک رآکتور هسته‌ای در ایالات متحده آمریکا است.